# نام دنه (محافظة)
محافظة نام دنه  ( بالفيتنامية : Nam Định ) هي إحدى محافظات فيتنام. وتقع في دلتا النهر الأحمر.

## روابط إضافية
- Official Site of Nam Dinh Government